# Murat Kekilli
Murat Kekilli (* 1968 in Adana, Türkei) ist ein türkischer Rockmusiker.

## Karriere
Bekannt wurde er in der Türkei vor allem durch den Song Bu Akşam Ölürüm (dt. Heute Abend werde ich sterben), der zwar bereits im Jahr 1996 veröffentlicht wurde, allerdings erst durch eine neue Version im Jahr 1999 mit dem gleichnamigen Album erfolgreich war. Der Songtext handelt von Selbstmord.
Im Jahr 2000 gewann er einen Kral Türkiye Müzik Award in der Kategorie Bester Rockmusiker.

## Diskografie

### Alben
- 1996: Vay Be! Eşek Gözlüm
- 1999: Bu Akşam Ölürüm
- 2002: Yedialtı
- 2004: Avara
- 2006: Bir Ahir Zaman
- 2010: Kalbimdeki Darp
- 2013: Gümüş Teller

### Singles (Auswahl)
- 1996: Seni Çılgın
- 1999: Bu Akşam Ölürüm
- 1999: Karagözlüm
- 1999: Dere Boyu Kavaklar
- 2002: Salını Salını
- 2016: Yeni Bir Nefes
- 2021: Gönüle Sultan
- 2023: Gülü İncitme Gönül
- 2023: Küs Martı
- 2024: Paslı Çivi

## Filmografie
Serien
- 2019: Dengi Dengine

## Auszeichnungen
- 2000: Kral Türkiye Müzik Award in der Kategorie Bester Rockmusiker